# بخش مرکزی شهرستان میرجاوه
بخش مرکزی، یکی از بخش‌های شهرستان میرجاوه در استان سیستان و بلوچستان ایران است. مرکز این بخش، شهر میرجاوه است.

## تقسیمات کشوری
- بخش مرکزی شهرستان میرجاوه
  - دهستان انده
  - دهستان حومه

شهر: میرجاوه

## جمعیت
بر پایه سرشماری عمومی نفوس و مسکن در سال ۱۳۹۵، جمعیت بخش مرکزی شهرستان میرجاوه برابر با ۱۳٬۱۹۵ نفر بوده‌است.